# Máscara N95
Uma máscara N95, padrão N95, respirador N95, máscara PFF2 ("Peça Facial Filtrante tipo 2" no Brasil), ou máscara FFP2 (Filtering FacePiece type 2 na União Européia), é uma máscara facial respiratória com filtro de partículas não baseada em óleo que atende ao padrão N95, da classificação de filtragem de ar do Instituto Nacional de Segurança e Saúde Ocupacional dos EUA (NIOSH), isto é, filtram pelo menos 95% das partículas transportadas pelo ar, embora não resistente ao óleo como o padrão P95 e resistente não à gases ou vapores, pode ser utilizadas em um turno de oito horas e sem interferência do suor na eficiência do filtro, sendo este o filtro de partículas mais comumente utilizado.

A máscara N95 é considerada funcionalmente equivalente a certos respiradores regulamentados sob jurisdições fora dos EUA, como os seguintes padrões: FFP2/PFF2 (do inglês Filtering Face Piece type 2, em português Peça Facial Filtrante tipo 2) da União Europeia e brasileira, KN95 da China, P2 da Austrália e Nova Zelândia, 1ª classe da Coréia e DS2 do Japão. No entanto, critérios ligeiramente diferentes são usados para certificar seu desempenho, como a eficiência do filtro, o agente de teste e a vazão e a queda de pressão permitida. Na década de 1970, o Bureau of Mines e o NIOSH desenvolveram padrões para respiradores descartáveis, e a primeira máscara N95 descartável (para poeira) foi desenvolvida pela 3M e foi aprovada em 1972.
Em 1992, o filtro de máscara N95 foi inventado pelo cientista taiwanês-americano Peter Tsai e sua equipe. A máscara N95 requer uma malha fina de fibras de polímero sintético, também conhecida como tecido não malhado de polipropileno, que é produzido através de um processo altamente especializado chamado sopro por fusão que forma a camada de filtragem interna que filtra as partículas perigosas.  O material é composto por cargas positivas e negativas, atraindo partículas (como poeira, bactérias e vírus) e bloqueando pelo menos 95% delas por polarização antes que as partículas passem pela máscara. A tecnologia desenvolvida pelo Professor Tsai foi patenteada nos EUA em 1995.

## Uso
Nos Estados Unidos, a Administração de Segurança e Saúde Ocupacional (OSHA) exige que os profissionais de saúde que realizem atividades com pacientes com suspeita ou confirmação de infecção pelo COVID-19 usem proteção respiratória, como uma N95. Ao contrário de uma máscara respiratória, uma máscara cirúrgica não possui uma vedação hermética e, portanto, não protege seu usuário contra partículas transportadas pelo ar, como material de vírus.